# Hurmalık, Kalkandere
Hurmalık là một xã thuộc huyện Kalkandere, tỉnh Rize, Thổ Nhĩ Kỳ. Dân số thời điểm năm 2010 là 191 người.